# Stine Småkasin
Stine Småkasin (* 16. Juli 1989) ist eine ehemalige norwegische Skispringerin.

## Werdegang
Småkasin, die für den Verein Heddal IL startete, gab ihr internationales Debüt im Alter von nur 15 Jahren am 6. März 2005 im Rahmen des Skisprung-Continental-Cups in Vikersund. Dabei gelang ihr auf der Normalschanze mit Rang 20 auf Anhieb ihre erste Punkteplatzierung. Auch bei den Sommerspringen in Klingenthal, Pöhla und Meinerzhagen sprang sie jeweils in die Punkteränge.
Im November 2005 startete Småkasin im Norges Cup und gewann hier unter anderem das Springen in Vikersund in der Junioren-Klasse.
Am 26. Dezember 2005 stürzte Småkasin beim Training in Notodden auf dem Tveitanbakken schwer, nachdem sie im letzten Sprungdrittel von einer Windböe erfasst wurde. Obwohl sie mit dem Kopf hart aufschlug, schien sie anfangs den Sturz gut überstanden zu haben. Jedoch bedeutete dieser für sie das Aus ihrer Karriere, da sie im Anschluss daran nicht mehr zurück in den internationalen Kader fand.

## Erfolge

### Continental-Cup-Platzierungen
| Saison  | Platz | Punkte |
| ------- | ----- | ------ |
| 2004/05 | 47.   | 11     |
| 2005/06 | 40.   | 23     |